# Мохамед, Аида
Аида Габриэлла Мохамед (венг. Aida Gabriella Mohamed, род. 12 марта 1976 года, Будапешт, Венгрия) — венгерская фехтовальщица на рапирах. Чемпионка Европы, многократный призёр чемпионатов мира и Европы, участница семи подряд Олимпийских игр.

## Биография

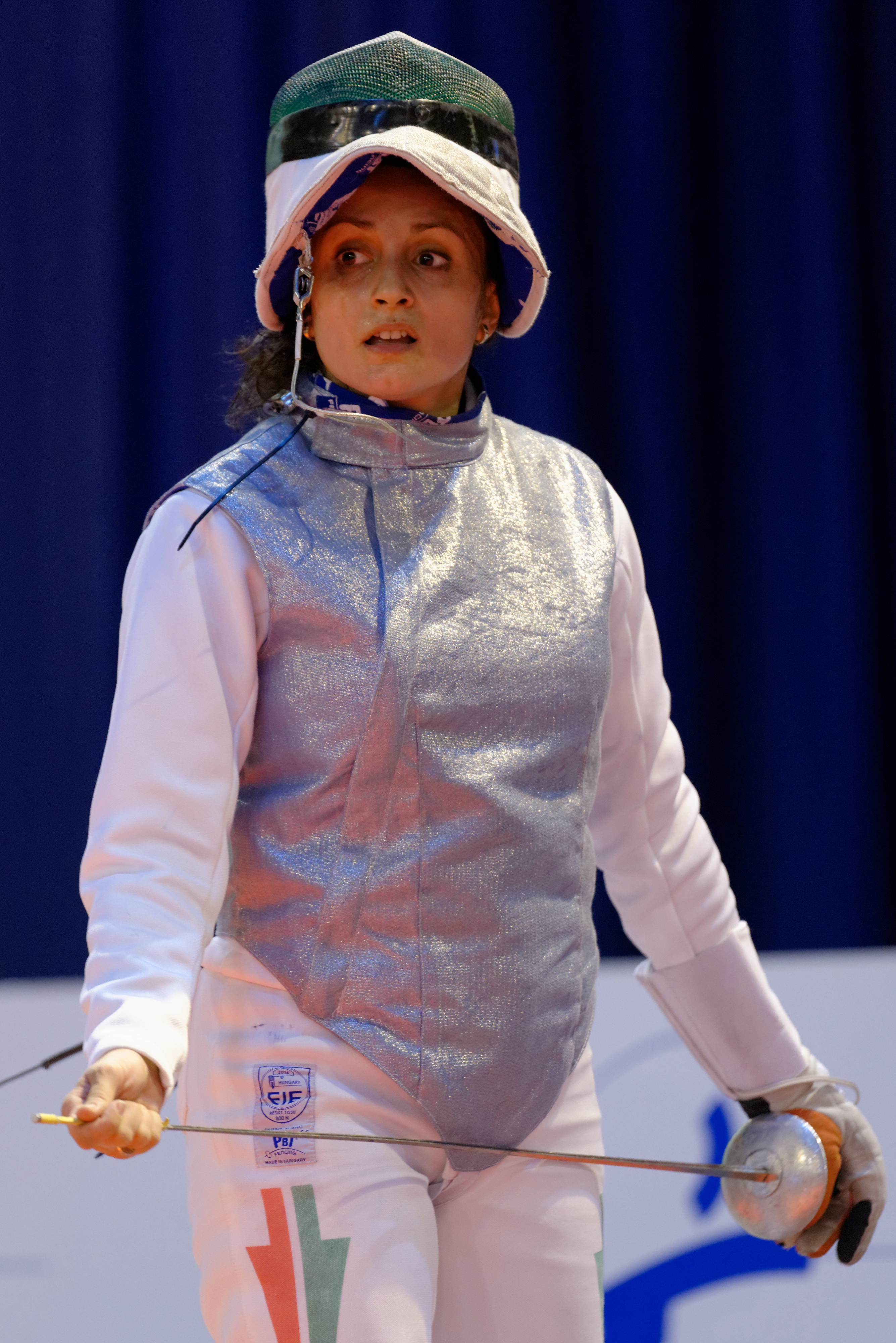
2014 год

Аида Мохамед начала свою продолжительную карьеру в 1986 году, когда стала выступать за клуб MTK. В 1992 году венгерка выиграла свою первую медаль на международном уровне, заняв второе место на чемпионате Европы в личных соревнованиях. В следующем году Аида смогла выиграть серебро уже мирового чемпионата , а в 1994 году стала третьей в командном первенстве на чемпионате мира .
Следующие 5 лет сложились для юной фехтовальщицы неудачно: на Олимпийских играх в Атланте Аида в четвертьфинале уступила будущей чемпионке Лауре Баде , а в командном турнире она в составе команды Венгрии проиграла сборной Германии в поединке за «бронзу» всего три укола . На следующей Олимпиаде в Сиднее венгерка снова оступилась на четвертьфинальной стадии как в личном , так и в командном первенстве . Следующий успех пришёл к венгерской рапиристке только в 2001 году, когда на чемпионате Европы она в составе команды выиграла серебряную медаль. Повторив успешный результат на европейском уровне в 2002 году, Аида отлично выступала в личных соревнованиях, завоевав бронзу чемпионата мира в том же году , а затем повторив этот результат в 2003, 2006 , 2007 годах . На своей третьей Олимпиаде в Афинах венгерская рапиристка остановилась в шаге от медали: в полуфинале она проиграла выдающейся итальянской фехтовальщице Джованне Триллини, а в поединке за бронзовую медаль — польке Сильвии Грухале .
В 2007 году венгерская команда, членом которой была Аида, выиграла чемпионат Европы , а через год в этом же виде программы выиграла серебро . На следующий год Аида приняла участие в очередных Олимпийских играх в Пекине. На этот раз венгерка оступилась в 1/8 финал, уступив россиянке Евгении Ламоновой . А в командных соревнованиях Венгрия осталась без медалей, потерпев поражение от итальянок в поединке за бронзовую медаль Олимпиады .
Следующий, уже пятый по счёту, олимпийский цикл Аида не показывала высоких результатов, но тем не менее отобралась на свою пятую Олимпиаду в Лондоне. Как и на предыдущих играх в Пекине, она проиграла в 1/8 финала кореянке Нам Хён Хи всего один укол в борьбе за выход в следующий раунд .
Венгерская рапиристка продолжила свои выступления после лондонской Олимпиады. Она после нескольких лет отсутствия медалей на международных стартах выиграла бронзовую медаль чемпионата Европы 2013 года в командной рапире .
В 2015 году венгерская фехтовальщица показала отличный результат на чемпионате Европы, выиграв бронзовую медаль и первую медаль чемпионатов Европы в личной рапире за 23 года (с 1992 года).
После удачных выступлений в 2013-2015 годах Аида заслужила право участвовать на своих рекордных шестых Олимпийских играх и стала третьей женщиной после американки Дженис Ромэри (участвовала 6 раз) и шведки Черстин Пальм (участвовала 7 раз), которой удалось принять участие на шести Олимпийских играх в турнире фехтовальщиков . В 2021 году на Играх в Токио Аида выступила на своих седьмых Олимпийских играх.
Замужем за канадцем Лори Шонгом (род. 1971), который выступал в фехтовании на Олимпийских играх 1992 и 2000 годов, а также в современном пятиборье на Играх 1992 года.

## Лучшие результаты

### Чемпионаты мира
- Серебро — чемпионат мира 1993 года (Эссен, Германия)
- Бронза — чемпионат мира 1994 года (Афины, Греция) (команды)
- Бронза — чемпионат мира 2002 года (Лиссабон, Португалия)
- Бронза — чемпионат мира 2003 года (Гавана, Куба)
- Бронза — чемпионат мира 2006 года (Турин, Италия)
- Бронза — чемпионат мира 2007 года (Санкт-Петербург, Россия)

### Чемпионаты Европы
- Золото — чемпионат Европы 2007 года (Гент, Бельгия) (команды)
- Серебро — чемпионат Европы 1992 года (Лиссабон, Португалия)
- Серебро — чемпионат Европы 2001 года (Кобленц, Германия) (команды)
- Серебро — чемпионат Европы 2002 года (Москва, Россия) (команды)
- Серебро — чемпионат Европы 2008 года (Киев, Украина) (команды)
- Бронза — чемпионат Европы 1999 года (Больцано, Италия) (команды)
- Бронза — чемпионат Европы 2013 года (Загреб, Хорватия) (команды)
- Бронза — чемпионат Европы 2015 года (Монтрё, Швейцария)